# Patrick Camus

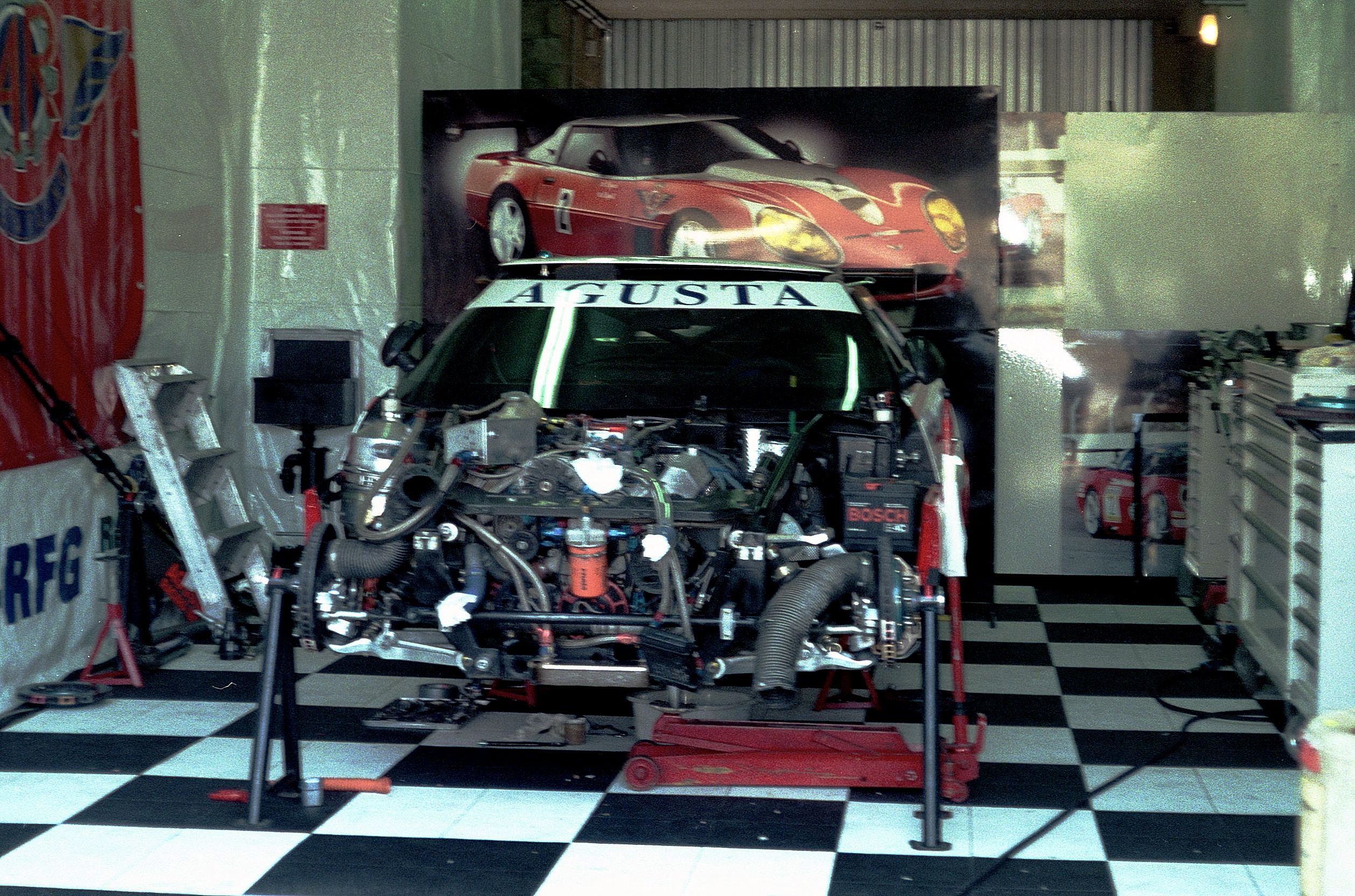
Der von Patrick Camus beim 24-Stunden-Rennen von Le Mans 1996 gefahrene Callaway Corvette an den Boxen

Patrick Camus (* 16. Juli 1956 in Saint-Germain-en-Laye) ist ein ehemaliger französischer Autorennfahrer.

## Karriere als Rennfahrer
Patrick Camus begann seine Karriere in französischen Porsche-Cup-Serien. Zwischen 1991 und 1993 war er drei Jahre im Porsche Carrera Cup Frankreich aktiv. Die beste Platzierung im Gesamtklassement war der 15. Rang 1993 (Gesamtsieger wurde Dominique Dupuy vor Alain Ferté und Fabien Giroix). Ende der 1990er-Jahre verlegte er sein Engagement in die französische GT-Meisterschaft.
Zweimal ging Camus beim 24-Stunden-Rennen von Le Mans an den Start. 1993 wurde er 29. in der Gesamtwertung, 1996 fiel er nach einem Kupplungsschaden an der Callaway Corvette aus.

## Statistik

### Le-Mans-Ergebnisse
| Jahr | Team                    | Fahrzeug          | Teamkollege              | Teamkollege   | Platzierung | Ausfallgrund     |
| ---- | ----------------------- | ----------------- | ------------------------ | ------------- | ----------- | ---------------- |
| 1993 | BBA Compétition         | Venturi 500LM     | Jean-Luc Maury-Laribière | Michel Krine  | Rang 29     |                  |
| 1996 | Agusta Racing Team Ltd. | Callaway Corvette | Riccardo Agusta          | Almo Coppelli | Ausfall     | Kupplungsschaden |